# جن‌گیر: مؤمن
جن‌گیر: مؤمن (به انگلیسی: The Exorcist: Believer) یک فیلم فراطبیعی ترسناک آمریکایی محصول ۲۰۲۳ به کارگردانی دیوید گوردون گرین است که فیلم‌نامه را مشترکاً با پیتر ساتلر نوشت. این فیلم‌نامه بر پایهٔ داستانی از اسکات تیمز، دنی مک‌براید و گرین است. این فیلم ششمین قسمت در فرنچایز جن‌گیر و دنباله‌ای بر جن‌گیر (۱۹۷۳) به‌شمار می‌رود. لسلی اودم جونیور، لیدیا جیوت، اولیویا اونیل، جنیفر ندلز، نوربرت لئو بوتس و آن داود از بازیگران فیلم هستند و الن برستین و لیندا بلر نقش‌هایشان از فیلم نخست مجموعه را بازآفرینی می‌کنند. داستان آن به عکاسی می‌پردازد که دخترش و بهترین دوستِ دخترش تسخیر می‌شوند.
این پروژه نخستین بار به‌طور رسمی در اوت ۲۰۲۰ به‌عنوان یک بازراه‌اندازی اعلام شد، و به‌عنوان دنبالهٔ مستقیم فیلم اصلی مشخص شد. یونیورسال پیکچرز با پیکاک همکاری کرد تا در ژوئن ۲۰۲۱ حقوق پخش را به قیمت ۴۰۰ میلیون دلار به دست آورد و قصد داشت سه‌گانهٔ جدیدی از فیلم‌های جن‌گیر را راه‌اندازی کند. تصویربرداری اصلی بین نوامبر ۲۰۲۲ و مارس ۲۰۲۳ با بودجهٔ ساخت ۳۰ میلیون دلاری صورت گرفت.
جن‌گیر: مؤمن در ۶ اکتبر ۲۰۲۳ توسط یونیورسال پیکچرز در ایالات متحده اکران شد. این فیلم با نقدهای منفی از سوی منتقدان مواجه شد؛ منتقدان عقیده داشتند این فیلم نتوانست به سطح و تأثیر فیلم اصلی برسد. این نخستین فیلم از سه فیلم جدید جن‌گیر است که دومین فیلم با عنوان فریب‌دهنده در ۱۸ آوریل ۲۰۲۵ اکران خواهد شد.

## خلاصه داستان
پدر یک کودک جن‌زده، ناامید برای کمک به جستجوی شخصی می‌رود که تجربیات مشابهی داشته‌است، کریس مک‌نیل.

## مشروح داستان
در هائیتی، عکاسی به نام ویکتور فیلدینگ همراه با همسر باردارش سورن، در ماه‌عسل به‌سر می‌برند که ناگهان زلزلهٔ مهیب ۲۰۱۰ هائیتی رخ می‌دهد. سورن به‌شدت آسیب می‌بیند و امدادگران به ویکتور می‌گویند که باید میان نجات همسر یا فرزند متولدنشده‌شان یکی را انتخاب کند.
سیزده سال بعد، ویکتور که پس از مرگ سورن ایمان خود به خدا را از دست داده، دخترشان آنجلا را به‌تنهایی در ایالت جورجیا بزرگ می‌کند. یک روز، آنجلا همراه با دوست صمیمی‌اش کاترین وست که از خانواده‌ای تعمیدی است، پس از مدرسه به جنگل می‌روند تا مراسم احضار روح برگزار کنند و با مادر آنجلا تماس بگیرند. دخترها ناپدید می‌شوند و عملیات جست‌وجویی سه‌روزه آغاز می‌شود.
در روز سوم، آن‌ها در انباری پیدا می‌شوند؛ گرچه به‌شدت آسیب روحی دیده‌اند، اما ظاهراً وضعیتشان عادی است و تنها کف پاهایشان سوخته است. با وخیم شدن ناگهانی وضعیت جسمی و روانی آن‌ها، ویکتور آنجلا را به بیمارستان می‌برد، جایی که پرستار همسایه‌شان، آن، از او مراقبت می‌کند. آن پس از آن‌که آنجلا به رازهایی از گذشتهٔ مذهبی و سقط جنین پنهانی او اشاره می‌کند، یقین پیدا می‌کند که آنجلا تسخیر شده‌ است. او به ویکتور خاطراتی نوشته‌شده از کریس مک‌نیل می‌دهد که ۵۰ سال پیش تجربه‌ای مشابه را با دخترش ریگن مک‌نیل از سر گذرانده بود. کریس زندگی خود را وقف پژوهش دربارهٔ آیین‌های جن‌گیری در فرهنگ‌های مختلف کرده و شهرت جهانی یافته است. موفقیت کتاب خاطراتش باعث دوری ریگن از مادرش شده و آن‌ها از آن زمان یکدیگر را ندیده‌اند. ویکتور با کریس دیدار می‌کند و او برای ملاقات با آنجلا به خانه می‌آید. کریس با رفتن به خانهٔ کاترین، سعی می‌کند مراسم دفع ارواح را بر او اجرا کند، اما کاترین با صلیبی به چشمان کریس ضربه می‌زند و او را کور می‌کند.
ویکتور، آن، و والدین کاترین، تونی و میراندا، برای برگزاری مراسم جن‌گیری با کلیسا تماس می‌گیرند. کریس به ویکتور پیشنهاد می‌کند که از آیین‌های جن‌گیری در فرهنگ‌های گوناگون بهره بگیرند. آنان از کشیش محلی، پدر مادوکس، کشیش تعمیدی خانوادهٔ وست، دان رِوِنس، واعظ پنطیکاستی استوارت، و درمانگر هودو، دکتر بی‌هیبه، کمک می‌گیرند تا مراسمی چندفرقه‌ای ترتیب دهند. با این حال، اسقف‌نشین کاتولیک محل، پدر مادوکس را از شرکت در مراسم منع می‌کند، زیرا باور دارند دختران دچار اختلال روانی شده‌اند، نه تسخیر شیطانی.
در جریان مراسم جن‌گیری، شیطان آشکار می‌کند که ویکتور در آن روز سرنوشت‌ساز، سورن را انتخاب کرده بود، نه آنجلا؛ اما سورن با وجود این انتخاب، جان باخت. شیطان می‌گوید اکنون نیز باید یکی از دخترها انتخاب شود و اگر چنین نشود، هر دوی آن‌ها خواهند مرد. در حالی که میراندا و ویکتور از انتخاب یکی و قربانی‌کردن دیگری سر باز می‌زنند، پدر مادوکس که تغییر عقیده داده، به گروه می‌پیوندد و از کتاب آیین رومی می‌خواند، اما شیطان با قدرت ذهنی‌اش گردن او را می‌شکند و او را می‌کشد. ویکتور ایمان از دست‌رفته‌اش را بازمی‌یابد و دعای ربانی را که در کودکی آموخته بود، زمزمه می‌کند. او با استفاده از شال سورن، از آنجلا پوزش می‌طلبد و می‌کوشد اراده‌اش را در برابر شیطان تقویت کند. در همین هنگام، تونی فریاد می‌زند که کاترین را انتخاب می‌کند و آنجلا دچار ایست قلبی می‌شود. اما شیطان پرده از فریب خود برمی‌دارد: دختری که انتخاب شده، همان کسی است که خواهد مرد. کاترین در حالی که نام پدر و مادرش را فریاد می‌زند، به‌دست شیطان به دوزخ کشیده می‌شود، و آنجلا دوباره به زندگی بازمی‌گردد و در آغوش پدرش قرار می‌گیرد.
در پایان، آنجلا به مدرسه بازمی‌گردد، تونی و میراندا در سوگ دخترشان فرو می‌روند، و ویکتور بر سر مزار سورن حاضر می‌شود. در بیمارستان، کریس و ریگن پس از سال‌ها یکدیگر را ملاقات می‌کنند و ریگن مادرش را می‌بخشد.

## بازیگران
- لسلی اودم جونیور
- آن داود
- جنیفر ندلز
- نوربرت لئو بوتس
- لیدیا جیوت
- اولیویا مارکوم
- الن برستین

شخصیت شیطانی پازوزو که در قسمت‌های قبلی فرنچایز ظاهر شده‌است، در داستان نقش خواهد داشت.

## تولید

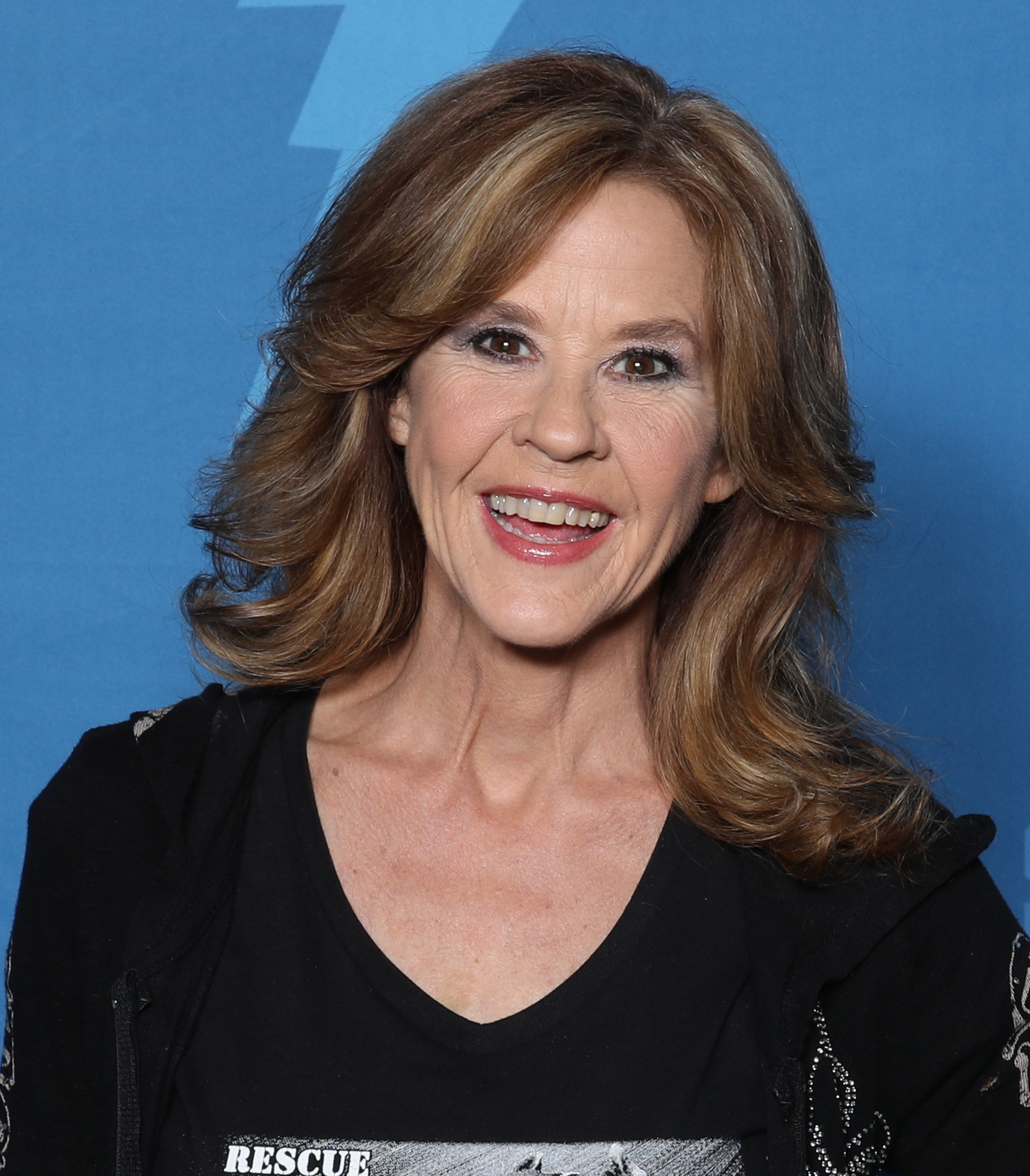
لیندا بلر در Louisville Supercon 2018

### توسعه
در اوت ۲۰۲۰، رسماً اعلام شد که مورگان کریک انترتینمنت قسمت جدیدی از فرنچایز جن‌گیر را در قالب یک بازراه‌اندازی خواهد ساخت. تعداد زیادی از طرفداران پس از اعلام این خبر درخواست رسمی آنلاین برای لغو راه اندازی مجدد دادند. در طومار آمده بود:
جن گیر شاهکار ویلیام فریدکین است. این یک فیلم کلاسیک ترسناک و یکی از ترسناک‌ترین فیلم‌هایی است که تا به حال ساخته شده‌است. فیلم اصلی در دههٔ هفتاد ساخته شد و هنوز هم امروزه مطرح است. جن‌گیر یکی از معدود فیلم‌هایی است که پیر نشد و برای بسیاری از ما مرجع الهام بخش بسیاری از فیلم‌های بلند و فیلمسازان دیگر باقی ماند. ما، طرفداران فیلم‌های ترسناک، سینمادوستان، سینماگران، علاقه‌مندان به فیلم این بازسازی را نمی‌خواهیم یا نیازی به آن نداریم و این درخواست برای متوقف کردن ماشین حریص هالیوود برای بازسازی جن‌گیر است، که همان‌طور که همه می‌دانیم، یک بازسازی هرگز با نسخهٔ اصلی برابری نمی‌کند. از صرف میلیون‌ها دلار برای بازسازی فیلم‌های عالی خودداری کنید و افرادی را استخدام کنید که می‌توانند داستان‌های اصلی جدید خلق کنند.— اسکرین‌گیک، 
در دسامبر ۲۰۲۰، مشخص شد که پروژه در حال توسعه دنباله‌ای مستقیم و دنباله‌ای بر فیلم اصلی خواهد بود و دیوید گوردون گرین در مذاکرات اولیه برای کار به عنوان کارگردان در حال انجام است. جیسون بلام، دیوید رابینسون و جیمز رابینسون به عنوان تهیه‌کننده خواهند بود.

### پیش‌تولید
در ژوئیه ۲۰۲۱، فاش شد که سه‌گانه‌ای از دنباله‌ها همزمان در حال توسعه هستند و دیوید گوردون گرین رسماً برای کارگردانی اولین قسمت جدید، از فیلمنامه‌ای که با پیتر ساتلر نوشته بود، از یک فیلم استخدام شد. داستان اصلی او با همکاری ساتلر، اسکات تیمز و دنی مک‌براید نوشته‌است. الن برستین نقش خود را در فیلم اصلی با لسلی اودم جونیور بازی خواهد کرد. این پروژه‌ها تولیدات سرمایه‌گذاری مشترک بین بلوم‌هاوس پروداکشنز و مورگان کریک انترتینمنت با شرکت یونیورسال پیکچرز به عنوان شرکت توزیع کننده خواهد بود. یونیورسال با پیکاک برای خرید حقوق توزیع به مبلغ ۴۰۰ میلیون دلار همکاری کرد. قسمت‌های دوم و سوم این سه‌گانه به عنوان فیلم‌های بالقوه انحصاری پیکاک انتخاب می‌شوند. گرین تا اکتبر ۲۰۲۱ قصد خود را برای کارگردانی هر سه فیلم، با طرح کلی فیلمنامه برای دو فیلم آخری که او با ساتلر نوشته بود، اعلام کرد. در اواخر همان ماه، جیمی لی کرتیس که با گرین در سه‌گانه هالووین کار کرده بود، به حضور در فیلم‌های جن‌گیر او ابراز علاقه کرد و بازیگر نقش بالقوه خود را به عنوان صدای دیو پازوزو ارائه کرد.

### تولید
برستین در فوریه ۲۰۲۲ اظهار داشت که تولید نقش خود در این فیلم را به پایان رسانده‌است و فاش کرد که تصویربرداری اصلی مدتی قبل شروع شده بود. گرچه گرین پیشتر گفته بود که کار بر روی دنباله را پس از تکمیل سه‌گانه هالووین خود، با توجه به سن بازیگر زن و تأثیر دنیاگیری کروناویروس بر سینما، آغاز خواهد کرد، تیم سازنده با بورستین کار کردند تا مطمئن شوند که نقش او را برای این فیلم کامل کرده‌اند. بودجهٔ فیلم ۳۰ میلیون دلار بود.

## انتشار
این فیلم در ۶ اکتبر ۲۰۲۳ توسط یونیورسال پیکچرز در ایالات متحده منتشر شد. این فیلم پیش‌تر برای اکران در ۱۳ اکتبر برنامه‌ریزی شده بود اما به‌منظوری جلوگیری از رقابت با فیلم مستندی تیلور سوئیفت: تور دوره‌ها، اکران به تاریخ کنونی موکول شد.

## آینده
در ژوئیه ۲۰۲۱، زمانی که سه‌گانه‌ای از فیلم‌های جن‌گیر اعلام شد، ساخت دو دنباله به‌طور همزمان تأیید شد. دیوید گوردون گرین قرار است به عنوان کارگردان کار کند، در حالی که کار بر روی فیلمنامه دو فیلم دیگر ادامه دارد.